# Coenosia morops
Coenosia morops är en tvåvingeart som först beskrevs av Seguy 1938.  Coenosia morops ingår i släktet Coenosia och familjen husflugor.
Artens utbredningsområde är Kenya. Inga underarter finns listade i Catalogue of Life.